# Arizona SB 1070

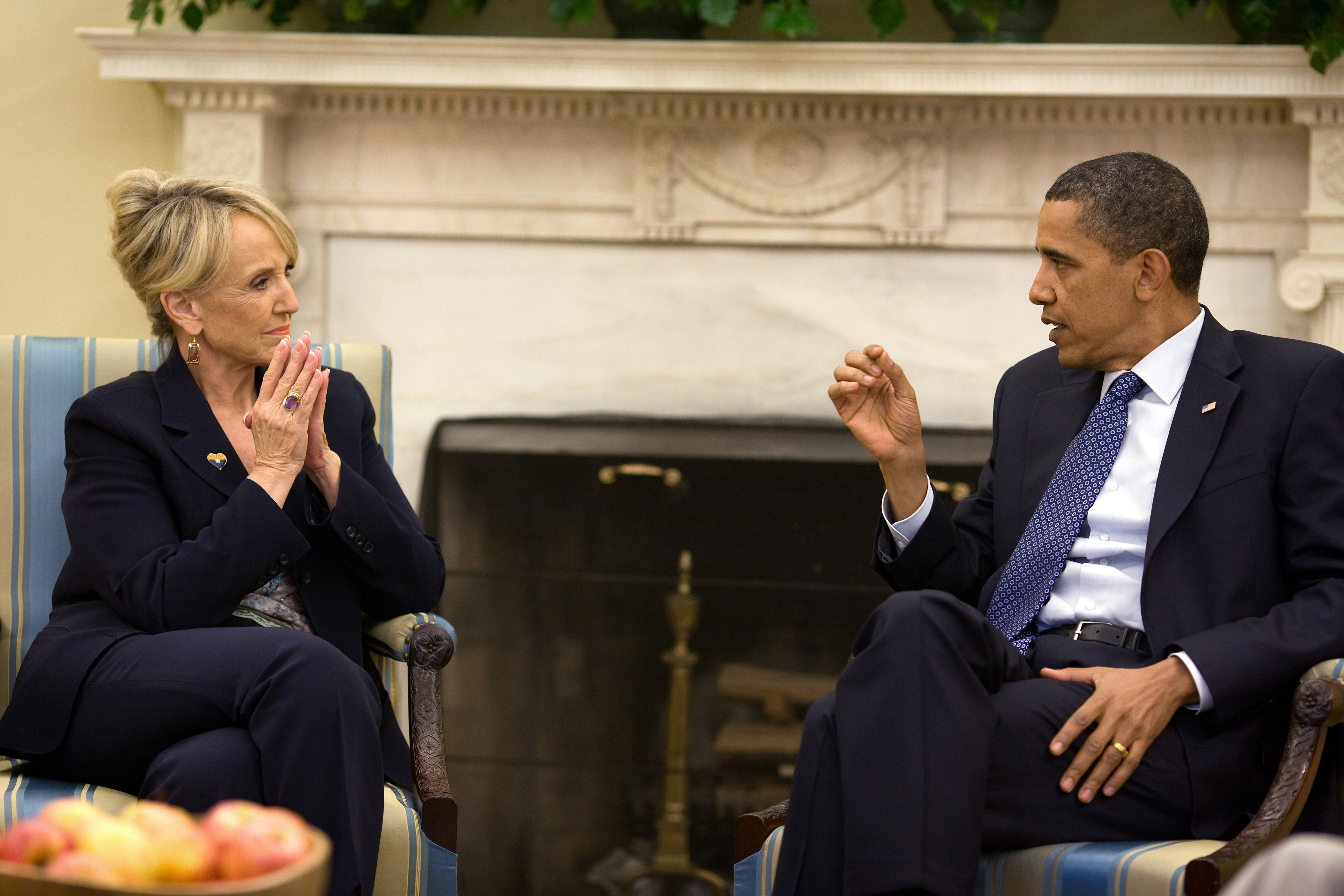
La gouverneure de l'Arizona Jan Brewer rencontre le président Barack Obama en juin 2010 pendant la grande vague de controverse créée par le projet de loi 1070, pour discuter des problèmes d’immigration et de sécurité aux frontières.

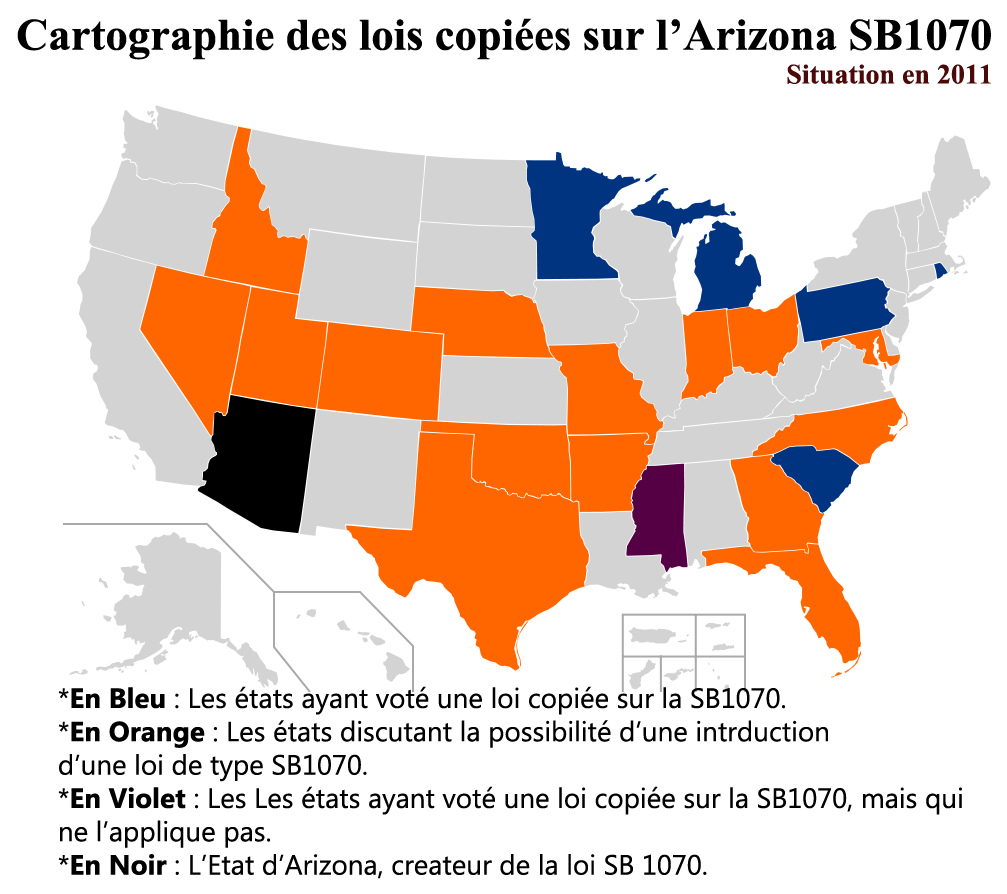
Cartographie des lois copiées sur la loi d'Arizona.

La « loi sur le renforcement de l'application de nos lois et de la sécurité de nos quartiers » (Support Our Law Enforcement and Safe Neighborhoods Act) est une loi sur l'immigration introduite par le Sénat de l'Arizona sous le nom de « projet de loi 1070 ». Elle est souvent simplement appelée « Arizona SB 1070 » ou « loi d'Arizona »,.
Cette loi de l'État de l'Arizona est la loi la plus stricte sur l'immigration clandestine de tous les États-Unis et même une des lois les plus strictes au monde.
Elle a reçu l'attention nationale et internationale et a suscité une importante controverse.

## Description

### Les dispositions initialement prévues
La loi établit l’application coopérative[Quoi ?] des lois fédérales de l’immigration dans tout l’Arizona et prévoit l’obligation pour les policiers de vérifier l’identité de toute personne interpellée pour une infraction quelconque, lorsqu’ils soupçonnent cette personne d’être dans le pays sans autorisation. 
De plus le projet de loi crée un nouveau délit, celui de ne pas avoir sur soi ses papiers d’immigration. Arizona SB 1070 permet aussi aux citoyens de pouvoir poursuivre tout agence soupçonnée de ne pas appliquer les lois d’immigration, fédérales ou de l'Arizona.
Afin d’éviter la création de « villes-sanctuaires », Arizona SB 1070 interdit à toute ville ou agence de restreindre l’application de cette loi.

### Parcours du projet de loi
La loi a été modifiée par l'Arizona House Bill 2162 dans la semaine suivant sa signature dans le but de répondre à certaines préoccupations.
Le mercredi 28 juillet 2010 une juge américaine invalide plusieurs articles essentiels de la nouvelle législation de l'Arizona sur l'immigration à la veille de son entrée en vigueur.

## Critiques et mouvements de protestation
Le camp opposé à ce projet de loi clame que cette loi encourage le délit de faciès (profilage racial), alors que les supporters de la loi disent qu'elle évitera les investigations anti-immigration basées sur la race.

### Manifestations et appels au boycott
Des protestations contre la loi ont eu lieu dans plus de 70 villes américaines, suivies d'appels au boycott et même de réel boycotts économique comme la ville de Los Angeles et San Francisco qui décident le 12 mai 2010 de lancer un boycott économique sur l'Arizona. À la suite de ce boycott l'état de l'Arizona a lancé le 20 mai 2010 la menace de ne plus approvisionner la ville de Los Angeles en électricité.
Le 30 juillet 2010, 23 personnes ont été arrêtées à Phoenix, capitale de l'Arizona, en marge de manifestations dénonçant l'entrée en vigueur de la nouvelle loi sur l'immigration,.

### Position des groupes religieux
Plusieurs groupes religieux se sont prononcés contre la loi, disant préférer une réforme complète et éthique de la législation sur l'immigration au niveau fédéral. Un mouvement de protestation s'est créé, réunissant représentants catholiques, protestants et juifs. La Conférence des évêques catholiques des États-Unis, et notamment son vice-président Gerald Frederick Kicanas (en), évêque de Tucson en Arizona jouent un rôle moteur dans ce mouvement,,. L'Église catholique a été accusée de défendre la cause des immigrés pour paraître plus moderne ou pour suivre la mode du politiquement correct, et la constance de son enseignement sur la question des migrations est souvent ignorée. De nombreux observateurs soulignent également la part importance d'Hispaniques dans les communautés catholiques pour expliquer leur sensibilité particulière à ces questions de société.

## Conséquences
En juin 2010, sept semaines avant l'entrée en vigueur prévue de la loi d'Arizona, on signale déjà d'importants mouvements de la population hispanique. Bien qu'il n'y ait aucune source officielle, les écoles et les entreprises, entre autres, annoncent des chutes drastiques de leurs effectifs latinos.
Le passage de la mesure a incité plus d'une vingtaine d'autres États à envisager d'adopter une législation similaire. Il est ainsi prévu que la Caroline du Sud signe dès le mois d’août 2010 une nouvelle loi calquée sur celle de l’Arizona.
Durant l'été 2010, la loi est suspendue par la justice fédérale.